# 前田健滋朗
前田 健滋朗（まえだ けんじろう、1990年10月18日)は、日本のプロバスケットボール指導者。大阪府大阪市出身。Bリーグ・滋賀レイクスでヘッドコーチを務めている。

## 略歴
学生時代は東洋大学で主将を務めるなどしたのち、卒業後選手としては引退しコーチングの活動をはじめる。
コーチングについて学ぶために大学院へ進学。選手のプレー内容に関する統計数値の研究を行い、修士論文は「バスケットボール競技における勝敗要因に関する研究」という内容だった。
2015年から3年間、トヨタ自動車アルバルクにてアシスタントコーチ／スカウティングコーチを務める。
2018年から2019年、オーストラリアのメルボルン・ユナイテッドにてアシスタントコーチ。
2019年から2021年まで秋田ノーザンハピネッツのアシスタントコーチを務めたのち、2021-22シーズン長崎ヴェルカのアソシエイト・ヘッドコーチに就くと2022-23シーズンからはヘッドコーチに就任、チームをB1昇格に導いた。
2024-25シーズンより滋賀レイクスのヘッドコーチに就任することが発表された。